# Przemysław Tytoń
Przemysław Tytoń (polskt uttal: [pʂɛˈmɨswaf ˈtɨtɔɲ]), född 4 januari 1987 i Zamość, är en polsk fotbollsspelare (målvakt) som spelar för Twente.

## Klubbkarriär
Den 13 december 2018 värvades Tytoń av amerikanska FC Cincinnati. I december 2020 förlängde han sitt kontrakt med ett år.
Den 7 mars 2022 skrev Tytoń på ett korttidskontrakt för resten av säsongen med Ajax då klubbens målvakter Maarten Stekelenburg, Remko Pasveer och Jay Gorter var skadade. Den 23 maj 2022 värvades Tytoń av Twente, där han skrev på ett tvåårskontrakt med option på ytterligare ett år.

## Landslagskarriär
Tytoń var uttagen i Polens trupp vid fotbolls-EM 2012 där han som inhoppare i öppningsmatchen mot Grekland gjorde en heroisk insats genom att rädda en straff, matchen slutade 1-1.